# Роза на компаса
Роза на компаса е графично изображение, показващо географските посоки. То се използва най-често в географски карти и традиционните магнитни компаси. Освен основните посоки (север, изток, юг и запад) розата на компаса може да показва и допълнителни посоки кратни на 2 (8, 16, 32 и т.н.). Разделянето на 32 сектора има най-голямо значение в историята на навигацията. Тези 32 посоки имат широко разпространени наименования използвани за приблизително указване на посоки. 1/32 от кръга е и традиционната ъглова мярка в навигацията – румб.
Понякога розите на компаса могат да съдържат и различно количество декоративни елементи, които вероятно са причина и за самото наименование. В днешно време обикновено се изобразяват с два разграфени кръга – външният за географските посоки а вътрешният за магнитните.
Същият принцип се използва в почти всички съвременни системи за навигация – навигационни карти, авиационите радиофарове (VOR), глобалната система за позициониране (GPS) и други.
Използва се като хералдически елемент предимно в емблемите на различни организации като например НАТО.